# Zuckerhutfichte

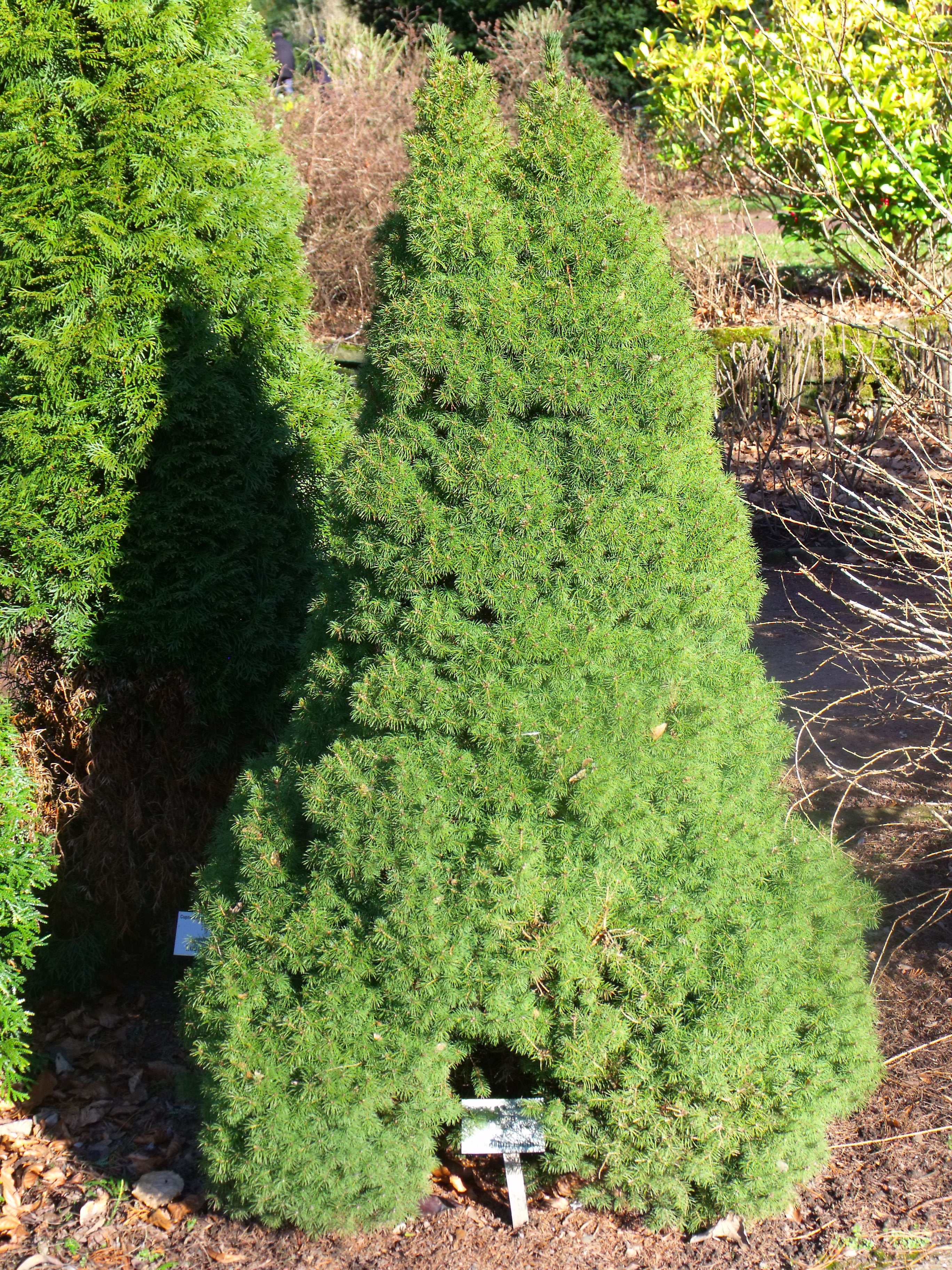
Zuckerhutfichte im Botanischen Garten Duisburg

Die Zuckerhutfichte (Picea glauca 'Conica') ist eine zwergwüchsige Zuchtform der aus Nordamerika stammenden Weißfichte,
die 1904 am Lake Laggan in Kanada entdeckt wurde.
Die Zuckerhutfichte ist in Mitteleuropa eine ausgesprochen beliebte Gartenpflanze. Sie ist sehr langsamwüchsig (2 bis 10 cm Zuwachs pro Jahr) und wird in 15 Jahren bis etwa 1,5 Meter hoch. Im Garten eignet sie sich für sonnige bis halbschattige Standorte und ist winterhart. Sie eignet sich auch als Kübelpflanze. Sie bevorzugt feuchten Boden und einen etwas kühleren Platz im Garten. An trockenen Standorten wird sie leichter von Schädlingen befallen.
Der Name stammt von der Wuchsform, die der im 19. Jahrhundert handelsüblichen Form von Hutzucker ähnelt. Gut deutlich beispielsweise bei einer verwandten Art wie der blauen Zuckerhutfichte (Picea glauca „Blue Wonder“). Ihre streng kegelige Wuchsform ähnelt noch deutlicher einem Zuckerhut. Je nach UV-Strahlung schimmern ihre Triebe blaugrün bis stahlblau.  

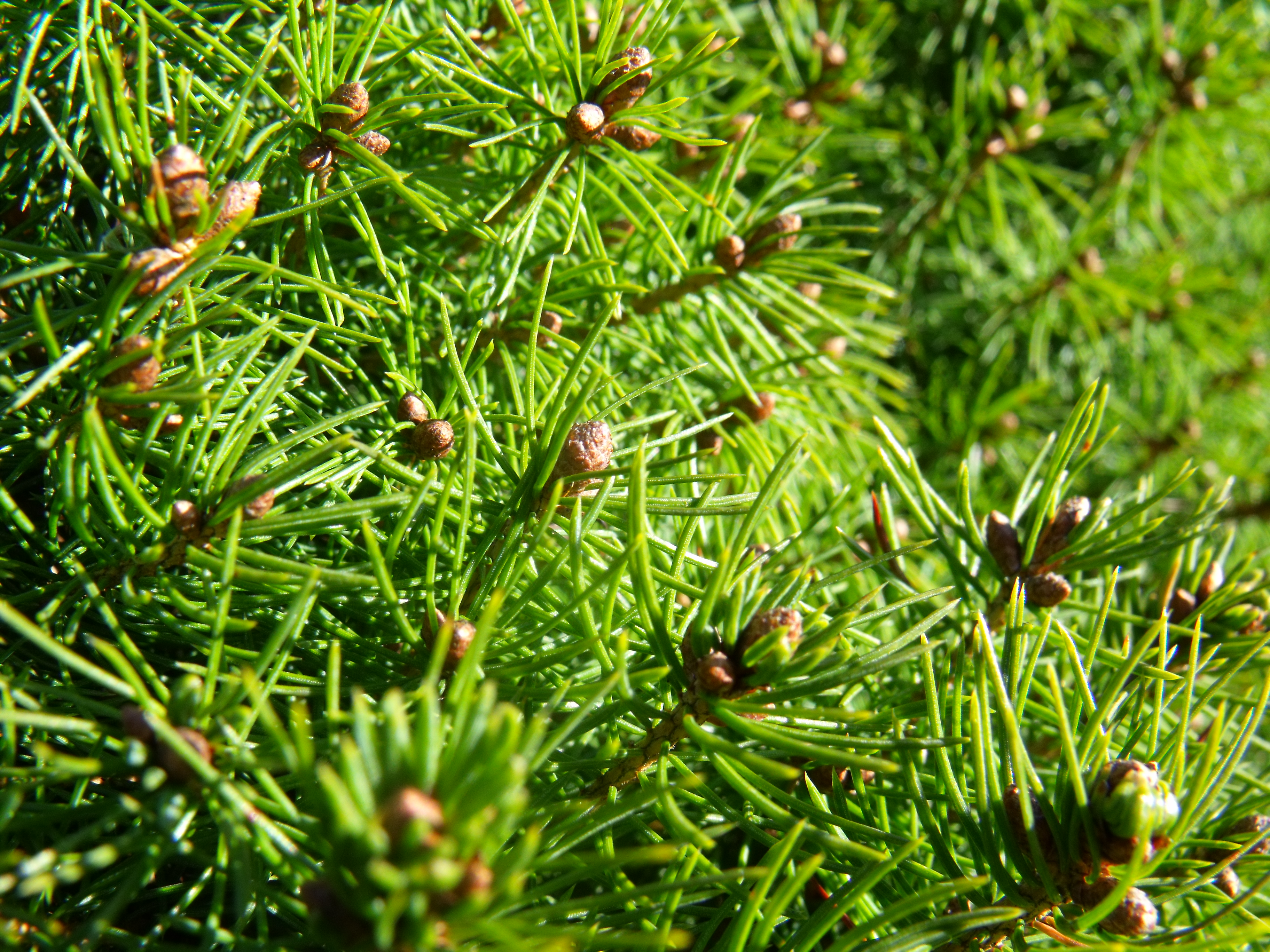
Nadeln der Zuckerhutfichte